# Фильбанд
Фильбанд (перс. فیلبند‎) — деревня в гористой местности, в юго-западной части шахристана Баболь в районе Бандпей-е Гарби. провинции Мазендеран. Местные жители называют эту деревню Фельбан.

## Население
Согласно переписи 2006 года, население Фильбанда составляет 8 человек (4 семьи). В соответствии с переписью 2011 года количество семей сократилось лишь до трёх. Почти пустая осенью и зимой, летом деревня наполняется жителями: её население возрастает до более тысячи семей.

## Климат
Зимой по причине холодов и обильного снега приходящегося на этот район, местные жители покидают этот населённый пункт. Фильбанд находится на востоке реки Хараз на высоте примерно 2700 метров над уровнем моря, на 52’31 восточной долготы и 36’9 северной широты, в 45 километрах к югу шахрестана Баболь. Эта деревня известна под названием «Восточная крыша Мазендерана»: благодаря большой высоте, из деревни можно обозревать очень широкую территорию. Также из-за особенностей рельефа в Фильбанде можно смотреть сверху на облака, «пойманные» лежащими внизу горами.
Летом в деревне очень благоприятный климат, что привлекает многих туристов, а также альпинистов. Погода в Фильбанде переменчива.

## Происхождение названия
Исходно деревня называлась «Фельбанд». «Фель» на мазендеранском языке означает «усталость», а «банд» — останавливаться, переставать, не быть в состоянии. Причина выбора такого названия заключается в очень большой высоте этой деревни и крутым склонам горы, которые затрудняют подъём.

## Сельское хозяйство
Из-за сильных холодов осенью и зимой в Фильбанде произрастают лишь немногие деревья, в том числе алыча. Также здесь растут барбарис и горный виноград. Попытки возделывания грецкого ореха, орешника, яблони и вишни окончились неудачей.
Фильбанд с давних времён в тёплое время года является пастбищем для окрестных деревень сельского округа Хошруд.